# Carlheinz Neumann
Carlheinz Neumann (27. november 1905 i Berlin, død 19. maj 1983 smst.) var en tysk roer og olympisk guldvinder.
Neumann var styrmand i forskellige både i Berlin Roklub.
Han var med i den tyske firer med styrmand, som blev roet af Hans Eller, Walter Meyer, Joachim Spremberg og Horst Hoeck, der blev udtaget til OL 1932 i Los Angeles. Tyskerne kom akkurat i finalen efter andenpladser i indledende heat og i opsamlingsheatet. Finalen blev et tæt løb mellem tyskerne og italienerne, men til sidst sejrede tyskerne med blot 0,2 sekund foran italienerne, mens Polen vandt bronze.
Neumann var også med til at blive tysk mester i fireren med styrmand i 1933, og senere skiftede han til otter. Her blev han tysk mester i 1937 og 1938. Han fortsatte meget længe med roning og vandt sin sidste tyske mesterskabsmedalje i 1955, hvor han blev nummer tre i firer med styrmand.

## OL-medaljer
- 1932:  Guld i firer med styrmand